# لافایت (کالیفرنیا)
لافایت (به انگلیسی: Lafayette) شهری در شهرستان کنترا کوستا ایالت کالیفرنیا است که در سرشماری سال ۲۰۱۰ میلادی، ۲۳۸۹۳ نفر جمعیت داشته است.